# Williams FW14B
La Williams FW14B è una vettura di Formula 1 con cui la scuderia Williams F1 gareggiò nella stagione 1992, vincendo il titolo Costruttori e quello Piloti.
Seconda versione della già velocissima monoposto utilizzata nel 1991 (appunto la FW14), la FW14B è considerata una delle migliori e più avanzate monoposto di sempre, tanto prestante da non aver consentito in alcun modo alla concorrenza di competere per la vittoria in campionato.
Per la superiorità dimostrata in pista, la FW14B fu soprannominata "la vettura venuta da un altro pianeta".
Con la monoposto numero 5 Nigel Mansell ha finalmente scritto il proprio nome nell'albo d'oro della Formula 1, dopo anni di tentativi falliti per un soffio.

## Contesto

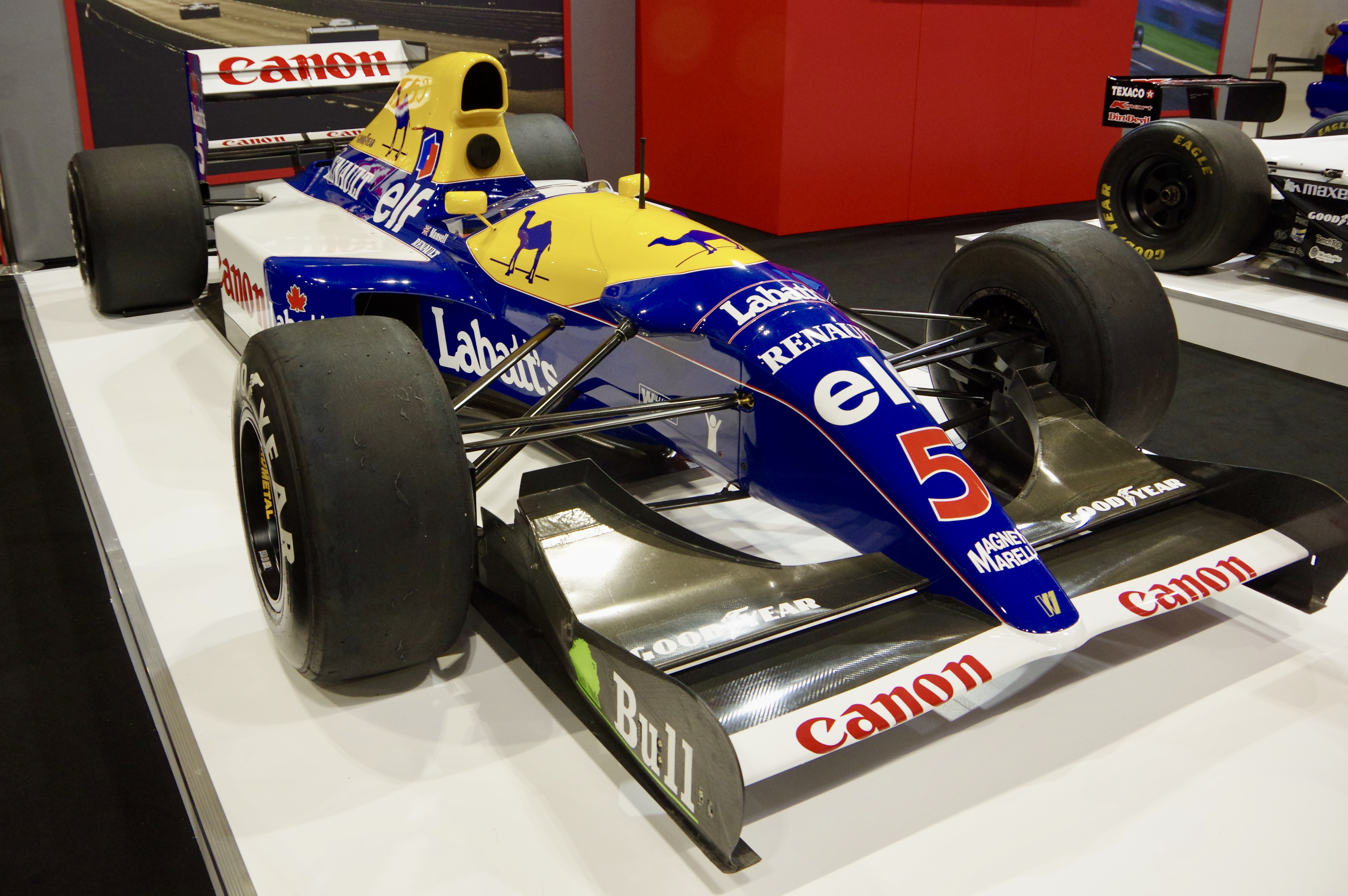
La FW14B di Nigel Mansell in esposizione all'Autosport International 2020

La FW14B si rivelò una delle monoposto più significative nella storia della scuderia di Grove: la storia di questa vettura ebbe inizio già nel 1991, quando la Williams mise in pista la prima versione di questa vettura, denominata FW14, che contese a lungo il campionato alla McLaren guidata da Ayrton Senna.
Le stagioni del 1989 e del 1990 non rispettarono le aspettative di Frank Williams e Patrick Head, che speravano di ottenere risultati quantomeno all'altezza delle precedenti vetture motorizzate Honda. Con il desiderio di compiere un ulteriore passo in avanti in termini di competitività e resa prestazionale, i vertici della scuderia di Grove decisero di ingaggiare il giovane e talentuoso Adrian Newey, ingegnere della March Engineering con la quale aveva da poco interrotto il rapporto. Newey aveva avuto modo di farsi conoscere soprattutto per la Leyton House CG901, monoposto da lui realizzata per il 1990, che nonostante i mezzi finanziari limitati e un fragile e poco prestazionale motore Judd permise a Ivan Capelli di ottenere un secondo posto al Gran Premio di Francia dopo aver comandato per gran parte la corsa.
Patrick Head, che aveva intuito le capacità di Newey, lo contattò e lo mise sotto contratto per la stagione 1991. Il progetto della nuova monoposto, la FW14, era un adattamento del progetto di quella che doveva essere la nuova Leyton House al più prestazionale motore Renault V10, dotato di una tecnologia per l'epoca all'avanguardia come le valvole pneumatiche. La FW14 divenne inoltre la prima monoposto nella storia della Williams dotata di cambio semiautomatico: la vettura si dimostrò molto competitiva ma decisamente poco affidabile e questo fattore impedì a Mansell di conquistare il suo primo alloro iridiato.
In vista del 1992 la Williams attribuì a Newey la completa gestione del reparto tecnico della scuderia, ottenendo allo stesso tempo dalla Renault un V10 maggiormente compatto e dotato di ben 760 cavalli. Il miglioramento della parte motoristica permise al tecnico britannico di costruire una scocca in carbonio che ricalcava l'aerodinamica della precedente FW14 ma che abbinava ad un ottimo telaio delle soluzioni elettroniche all'avanguardia. Poterono così coesistere soluzioni come il muso basso e l'esasperazione della zona coca cola al posteriore e sofisticati sistemi di aiuto alla guida come il controllo di trazione, l'ABS e le sospensioni attive. Quest'ultimo sistema, secondo lo stesso Newey, risultava meno evoluto di quello sviluppato dalla McLaren: le sospensioni sviluppate dalla scuderia di Woking rilevavano tutti i movimenti della vettura dando in tempo reale l'impulso alle molle idrauliche che regolavano di conseguenza l'altezza della monoposto; non prevedevano perciò una piattaforma che regolasse l'altezza dal suolo in funzione di rollio e beccheggio, mentre quelle studiate dalla Williams erano formate da due molle anteriori ed una posteriore con un singolo attuatore anteriore per l'estensione.
Date le premesse, la stagione 1992 fu trionfale: Mansell conquistò 9 vittorie su sedici eventi, 14 pole position e 108 punti in classifica che gli consentirono di aggiudicarsi il primo, oltre che unico, alloro iridato. Patrese visse invece una stagione più tribolata, nella quale comunque riuscì a vincere il suo sesto Gran Premio della carriera in Giappone e diventando vicecampione del mondo dopo aver aiutato Mansell e la Williams a vincere il Titolo piloti e quello costruttori. La FW14B consentì a Newey di affermarsi come progettista di talento e rappresentò la prima di una lunga serie di vetture che si dimostrarono nettamente superiori alla concorrenza e in grado di dettare le linee guida nella progettazione.

## Risultati in Formula 1
| Anno | Team        | Motore  | Gomme | Piloti  |   |   |   |     |   |   |     |   |   |   |     |   |     |     |     |     | Punti | Pos. |
| ---- | ----------- | ------- | ----- | ------- | - | - | - | --- | - | - | --- | - | - | - | --- | - | --- | --- | --- | --- | ----- | ---- |
| 1992 | Williams F1 | Renault | G     | Mansell | 1 | 1 | 1 | 1   | 1 | 2 | Rit | 1 | 1 | 1 | 2   | 2 | Rit | 1   | Rit | Rit | 164   | 1º   |
| 1992 | Williams F1 | Renault | G     | Patrese | 2 | 2 | 2 | Rit | 2 | 3 | Rit | 2 | 2 | 8 | Rit | 3 | 5   | Rit | 1   | Rit | 164   | 1º   |

| Legenda | 1º posto     | 2º posto | 3º posto    | A punti         | Senza punti/Non class.  | Grassetto – Pole position Corsivo – Giro più veloce |
| Legenda | Squalificato | Ritirato | Non partito | Non qualificato | Solo prove/Terzo pilota | Grassetto – Pole position Corsivo – Giro più veloce |